# Panzerzug Król Stefan Batory
Der Panzerzug Król Stefan Batory (deutsch König Stefan Batory) war ein polnischer Panzerzug aus der Zeit des Polnisch-Sowjetischen Krieges von 1920.

## Geschichte
Vom 6. bis zum 14. Juli 1920 wurde in der Maschinenfabrik Gerlach & Pulst ein neuer, improvisierter Panzerzug in Warschau zusammengestellt. Dieser erhielt die Nummer 5 und den Namen Król Stefan Batory und lief von da an als Pociąg pancerny 5 „Król Stefan Batory“ (kurz P.P. 5, deutsch: Panzerzug 5). Den Namen erhielt er zu Ehren von Stefan Batory, dem König von Polen im Jahre 1576.

## Technische Daten

### Lokomotive

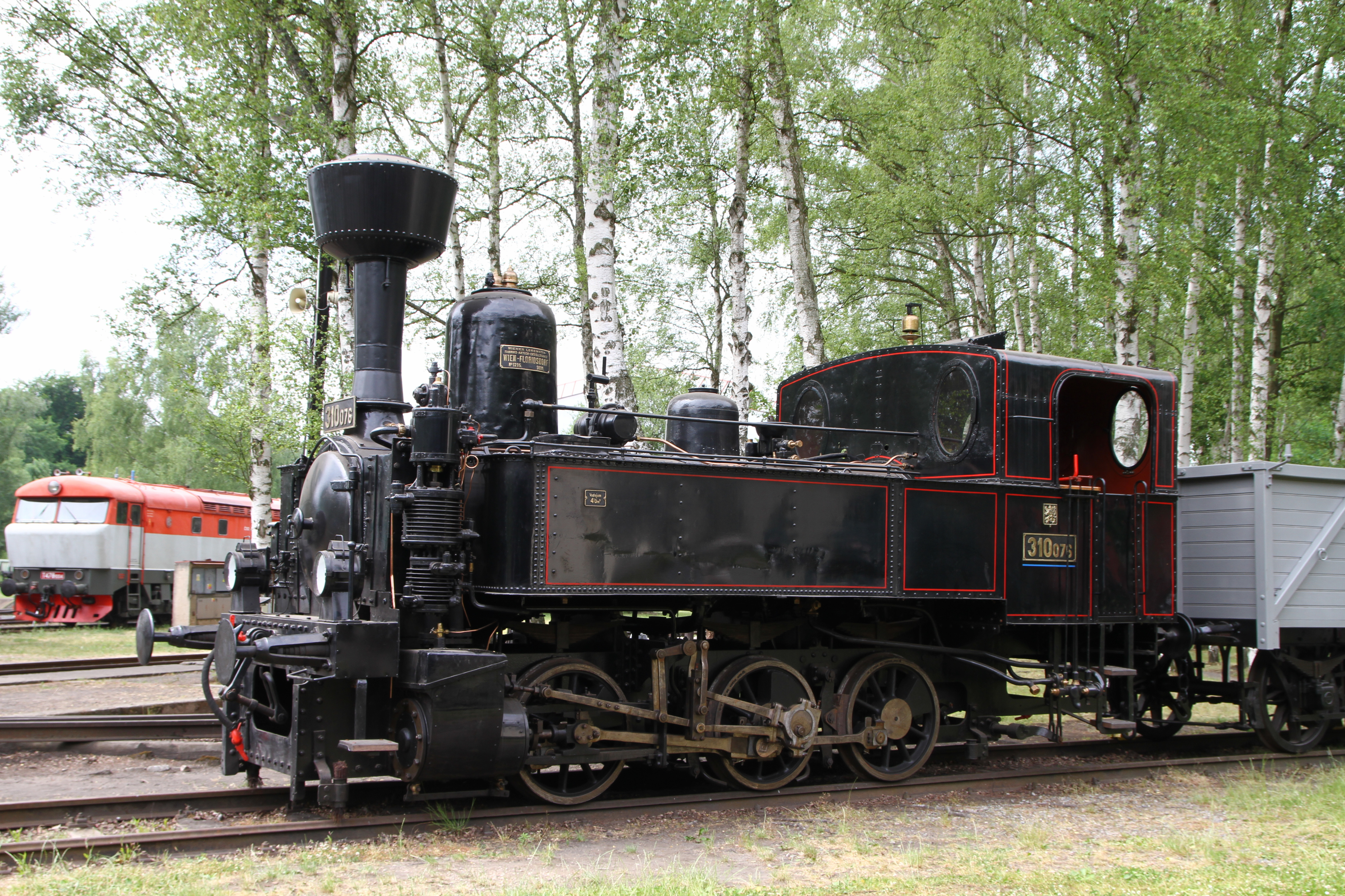
Ungepanzerte kkStB 97

Die verwendete Dampflokomotive war eine vom Typ kkStB 97 (Lokomotivnummer: 97.254). Diese wurde 1910 bei der Lokomotivfabrik Krauss & Comp. Linz mit der Werksnummer KrLi 6322/1910 hergestellt. Nach dem Ersten Weltkrieg wurde diese Lokomotive an das polnische Verkehrsministerium übergeben. Nachdem die polnische Eisenbahngesellschaft PKP das Schienennetz übernommen hatte, wurde die Lokomotive umbenannt in PKP TKh12-12. Sie wurde vorher beim Panzerzug Smok und danach beim Panzerzug Śmiały genutzt.

### Artilleriewagen
Der Panzerzug Król Stefan Batory verfügte über zwei Artilleriewagen. Jeder war mit einer österreichischen 8-cm-Kanone ausgerüstet. Einer der Artilleriewagen war ein ehemaliger Güterwagen mit kurzen Bordwänden. Darin wurde ein gepanzerter Bereich eingebaut, welcher in der Mitte einen gepanzerten Geschützturm.

### Maschinengewehrwagen
Weiterhin verfügte der Panzerzug Król Stefan Batory über mindestens zwei Maschinengewehrwagen. Diese waren mit sechs Maschinengewehren vom Typ PM 1910, drei vom Typ Lewis und drei vom Typ Schwarzlose.

## Einsatz
Der Panzerzug nahm an Gefechten in Ostkleinpolen teil. Dabei hatte er seinen ersten Einsatz bei der 6. Armee in der Schlacht um Lwiw Anfang August 1920. Die Hauptaufgabe des Panzerzuges war die Gleisreparatur und Erkundung der Eisenbahnlinien rund um Radechiw. Dabei kam es zu mehreren Gefechten gegen eine bolschewistische Patrouille, einen Panzerzug und gegen Stellungen in Dmytrów.
Am 14. August operierte der Panzerzug auf der Eisenbahnlinie zwischen Kosowa und Ternopil als Teil der 12. polnischen Infanteriedivision. Am 22. August wurde der Panzerzug für den Schutz eines Sanitätszuges auf der Eisenbahnlinie zwischen Lwiw und Bóbrka verantwortlich. Am 2. September patrouillierte er, zusammen mit dem neu eingetroffenen Panzerzug Stefan Czarniecki entlang der Eisenbahnlinie zwischen Sapieżanka und Dobrotwir. Wenig später unterstützten beide einen Angriff auf die Stadt Dobrotwir.
Der Panzerzug Król Stefan Batory wurde Anfang August 1921 außer Dienst gestellt und demontiert.

## Zugpersonal
Gemäß der Liste der 6. polnischen Armee konnten folgende Besatzungsmitglieder ermittelt werden:
- Panzerzugkommandant Leutnant Konrad Hedl
- Artilleriekommandant Oberleutnant Tadeusz Januszewski
- Leutnant der Infanterie Seweryn Wawro
- stellvertretender Infanteriekommandant Łukasz Obtułowicz
- Maschinengewehrführer Oberleutnant Władysław Bydliński
- Arzt Oberleutnant Janusz Biernacki
- Besatzungsführer Oberleutnant Czesław Kowalski
- Hauptmann Czesław Wierusz Kowalski